# John Bercow
John Bercow (19. ledna 1963, Edgware, Anglie) je britský politik, bývalý člen Konzervativní strany a bývalý předseda dolní sněmovny parlamentu Spojeného království (anglicky Speaker of the House of Commons).

## Životopis
John Bercow se narodil 19. ledna 1963 v části Edgware obvodu Barnet na severu Velkého Londýna do židovské rodiny. Jeho otec, který se živil jako taxikář, měl rumunské kořeny. (Původní příjmení prarodičů Johna Bercowa bylo Berkowitz). Bercow navštěvoval školu ve městě Finchley, kde se stal členem pravicového společenství „Monday Club“, které později opustil a od jehož myšlenek se distancoval. Jako poslanec pak požadoval zákaz členství v klubu pro všechny členy Konzervativní strany. V roce 1985 dokončil studium na University of Essex v oboru státní správy. Během studií předsedal dalšímu pravicově orientovanému spolku – Federaci konzervativních studentů („Federation of Conservative Students“), která byla v roce 1986 rozpuštěna kvůli radikálním postojům a chování členů.

## Politická kariéra

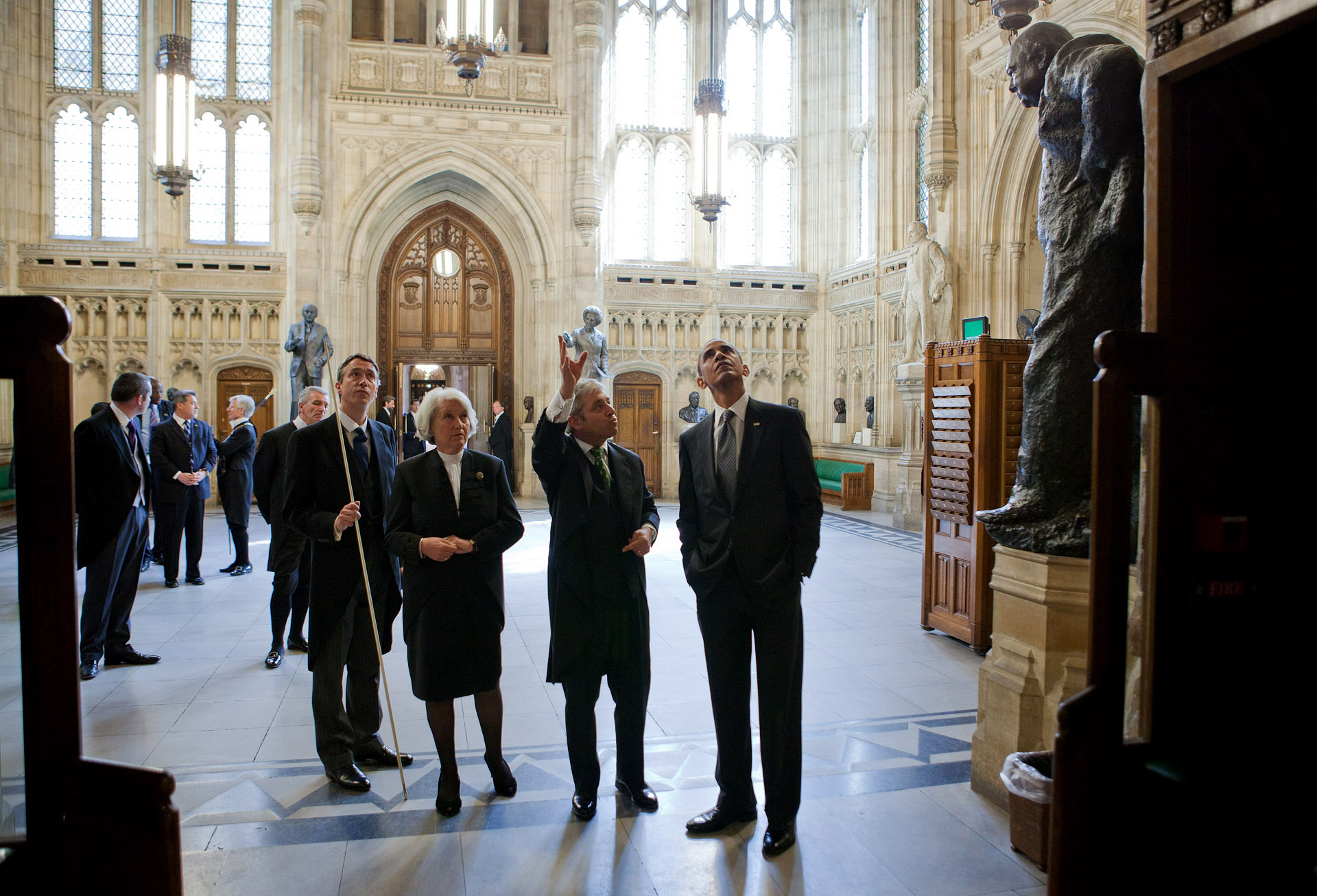
Markýz z Cholmondeley, baronka Hayman, John Bercow, předseda Dolní sněmovny, a Barack Obama, prezident Spojených států, zkoumají sochu Sira Winstona Churchilla v lobby Poslanecké sněmovny během prohlídky Westminsterského paláce před projevem prezidenta v parlamentu Spojeného království dne 25. května 2011.

Do vrcholové politiky vstoupil po dvou neúspěšných kandidaturách výhrou ve všeobecných volbách v roce 1997 za volební obvod Buckinghamshire. Po svém zvolení byl jedním z pravicovějších poslanců Konzervativní strany, avšak po několika letech se naopak stal jedním z nejliberálnějších toryů. V některých členech konzervativní strany tato změna vzbuzovala obavy z jeho možného přeběhnutí k labouristům. Bercow byl zastáncem „moderního, progresivního a umírněného“ směřování konzervativní strany, která „je schopna zaujmout širokou škálu voličů“.

### Předseda dolní komory
Po odstoupení předsedy dolní komory Michaela Martina kvůli skandálu ohledně poslaneckých výdajů byl v roce 2009 John Bercow jedním z deseti uchazečů o tuto tradičně apolitickou funkci. Ve třetím kole volby porazil člena Konzervativní strany George Younga a stal se tak věku 46 let nejmladším předsedou v novodobé historii. Během svého působení byl kritizován pro porušování objektivity v neprospěch toryů, své bývalé strany. Přesto byl do pozice dvakrát znovuzvolen. Bercow z pozice odstoupil 31. října 2019. O tomto svém rozhodnutí informoval v emotivní řeči na půdě dolní komory 9. září. Novým předsedou byl 4. listopadu zvolen Sir Lindsay Hoyle, který předtím působil jako Bercowův zástupce. Jedním z jeho přínosů pro parlament bylo uvolnění některých tradic ohledně oděvu jak předsedy, když přestal nosit tradiční paruku a punčochy, tak i poslanců, po kterých přestal vyžadovat nošení kravat.
Pro svou svéráznost při dožadování se pořádku při často vyhrocených debatách o brexitu se stal oblíbencem některých zahraničních médií a uživatelů na sociálních sítích.
Když Bercow odstoupil z funkce, označil brexit za největší chybu v britské poválečné historii.  Dva z jeho bývalých podřízených jej obvinili ze šikany, Bercow tato obvinění popřel. V únoru 2020 vydal autobiografickou knihu "Unspeakable", ve které přinesl pohled do zákulisí britské politiky i hodnocení předních politiků. V červnu 2021 oznámil, že se stal členem opoziční Labouristické strany.

## Osobní život
V roce 2002 se oženil se Sally Illman (* 1969), s níž má děti Jemimu, Olivera a Freddieho. Syn Olivier trpí autismem. Manželka je členkou Labouristické strany. Od osmi let hrál tenis a stal se šampionem v kategorii do 12 let. Kvůli infekční mononukleóze musel později hrát tenis jen rekreačně. V roce 2014 napsal knihu "Tennis Maestros: The Twenty Greatest Male Tennis Players of all Time". Je fanouškem fotbalového klubu Arsenal FC.